# Crippled Black Phoenix
Crippled Black Phoenix (CBP) est un groupe britannique de rock. Il est formé par Justin Greaves en 2004. Plusieurs musiciens ont contribué aux albums de Crippled Black Phoenix et ont joué avec eux lors de leurs concerts.

## Histoire
En 2004, Justin Greaves, ancien batteur de plusieurs groupes de doom et sludge comme Iron Monkey, Electric Wizard et Teeth of Lions Rule the Divine, commence à enregistrer sur des guitares acoustiques des sons primitifs qu'il a en tête depuis des années. Il est encouragé par Dominic Aitchison de Mogwai, et leurs idées forment l'ossature de Crippled Black Phoenix. Le nom du groupe est tiré des paroles (de Johnny Morrow d'Iron Monkey) de Big Loader, une chanson du premier album d'Iron Monkey. Greaves a même utilisé Crippled Black Phoenix comme pseudonyme. Les membres du groupe proviennent principalement d'autres groupes auxquels Greaves a contribué, notamment Iron Monkey, Gonga, Mogwai, Electric Wizard, Hearts of Black Science et bien d'autres,.
Greaves et le groupe écrivent ce qu'ils appellent des endtime ballads, ce qui signifie à la fois la nature mélodique mais légèrement macabre de leurs chansons et leur mélange inhabituel de styles, comme l'évolution finale de la musique. Ce mélange leur vaut tous les qualificatifs, du rock progressif au folk sombre, en passant par le psychédélique et le post-rock/metal. Au départ, le groupe est produit par Geoff Barrow de Portishead, sous son label Invada Records. Barrow joue occasionnellement en live lors des premières apparitions du groupe en 2007. Crippled Black Phoenix fait des concerts une priorité et s'est produit sur scène — généralement en formation de 7 à 9 membres — également dans des lieux particuliers, en utilisant des instruments folkloriques et de l'époque victorienne en tandem avec leurs éléments rock.
L'évolution innée et toujours en cours de Crippled Black Phoenix s'est reflétée sur de multiples retournements de ses line-up, en studio comme en live. Des premières versions du groupe, les changements les plus pertinents sont les départs du chanteur/guitariste original Joe Volk, qui se lance dans une carrière solo (2012) et du guitariste Karl Demata (2014), qui forme ensuite le groupe Vly avec le bassiste sortant Christian Heilmann. Après le départ de Demata, Justin Greaves et Demata s'engagent dans un conflit juridique concernant la marque déposée du nom du groupe. Dans la seconde moitié de 2015, le problème avec l'ancien guitariste est résolu et le leader Greaves peut continuer sa course sous le nom de Crippled Black Phoenix, en suivant sa vision et en continuant à être très prolifique avec différentes incarnations du groupe et de son casting de musiciens en rotation.
Une nouvelle phase de CBP commence en 2013 avec l'arrivée du guitariste/chanteur suédois Daniel Anghede : une voix avec laquelle Greaves avoue avoir toujours voulu travailler, au point où il était censé figurer sur le premier album du groupe,,. En tant que projet parallèle, la chanteuse Belinda Kordic et Greaves forment le duo Se Delan. Un deuxième projet impliquant Greaves et Kordic s'appelle World War, puis Johnny the Boy,. Un autre changement majeur dans la trajectoire de CBP se produit en 2019, lorsque Daniel Anghede quitte le groupe après six ans. Il annonce ensuite un projet (Venus Principle), une sorte de spin-off de CBP, avec d'autres anciens membres du groupe.
Greaves annonce à l'été 2020 le début d'une nouvelle ère pour le groupe, continuant temporairement avec un noyau principal de 4 membres tout en recherchant un nouveau chanteur. Un tout nouvel album, Ellengæst, sort en octobre 2020, avec plusieurs chanteurs invités. Metal Hammer le classe comme le 43e meilleur album de metal de 2020. Le suédois Joel Segerstedt est annoncé comme nouveau chanteur à la fin du mois d'avril 2021. Son premier enregistrement avec le groupe est le single Painful Reminder/Dead Is Dead. En avril 2022, Crippled Black Phoenix annonce un nouvel album studio, Banefyre, et leur première tournée européenne après la pandémie de Covid-19.

## Discographie

### Albums studio
- 2007 : A Love of Shared Disasters
- 2009 : The Resurrectionists
- 2009 : Night Raider
- 2010 : I, Vigilante
- 2012 : (Mankind) The Crafty Ape
- 2014 : White Light Generator
- 2016 : Bronze
- 2018 : Great Escape
- 2020 : Ellengæst
- 2022 : Banefyre

### EP
- 2006 : Sharks and Storms / Blizzard of Horned Cats
- 2012 : No Sadness or Farewell
- 2015 : Oh'Ech-oes
- 2015 : New Dark Age
- 2017 : Budapest Vigilante Sessions
- 2017 : Horrific Honorifics
- 2021 : Painful Reminder / Dead is Dead

### Albums live
- 2012 : Poznan 2011 A.D.
- 2013 : Live Poznan
- 2016 : Destroy Freak Valley (Live at Freak Valley Festival, 2015 A.D.)
- 2020 : We Shall See Victory-Live in Bern 2012 a.d (Kscope)

### Compilations
- 2009 : 200 Tons of Bad Luck